# Эймс, Джозеф
Джозеф Свитмен Эймс (англ. Joseph Sweetman Ames; 3 июля 1864, Манчестер (город, Вермонт), Вермонт — 24 июня 1943, Пайксвилл, Мэриленд) — американский физик.
Профессор физики в университете Джонса Хопкинса, проректор университета с 1926 года до 1929 год и президент университета с 1929 года по 1935 год.
Член Национальной академии наук США (1909).

## Биография
Был единственным ребёнком в семье.
Окончил Университет Джонса Хопкинса в 1886 году, затем отправился в Берлин, чтобы работать в лаборатории Германа Гельмгольца. В следующем году вернулся в университет Джонса Хопкинса, где вёл исследования по спектроскопии у Генри Роуланда. Защитил докторскую диссертацию в 1890 году, в 1891 году получил место доцента. Профессор с 1899 года. После кончины Роуланда в 1901 году, возглавил лабораторию, продолжал свои исследования по спектроскопии.
Один из членов-учредителей Национального консультативного комитета по аэронавтике США (NACA, предшественник НАСА) и его председатель (1919—1939). Подразделение НАСА — Исследовательский центр Эймса — носит его имя.
Был избран членом Американской академии искусств и наук в 1911 году. В 1935 году удостоен Золотой медали Лэнгли (Смитсоновский институт).
В мае 1936 года перенёс инсульт, в результате которого у него была парализована правая сторона тела.
Эймс был также помощником редактора The Astrophysical Journal и помощником редактора American Journal of Science, главным редактором Scientific Memoir Series и редактором Journal von Fraunhofer’s memoirs on Prismatic and Diffractive Spectra (1898).
Отпевание прошло в протестантской епископской церкви Mt. Calvary в Балтиморе, членом прихода которой он состоял. Похоронен на кладбище церкви Св. Томаса недалеко от Пайксвилля, округ Балтимор, штат Мэриленд.